# Mathilde Löffler
Mathilde Löffler, verheiratete Mathilde von Ehrenthal, (12. April 1852 in Darmstadt – 15. August 1903 in Heidelberg) war eine deutsche Theaterschauspielerin und Opernsängerin (Sopran).

## Leben
Löffler, die Tochter des Großherzoglich Hessischen Kammermusikers Johann Löffler erhielt ihren ersten Unterricht von Agnes Eppert. Als Novize wurde sie an das Darmstädter Hoftheater engagiert. Anfangs mit kleineren Rollen bedacht, später aber mit größeren Rollen als jugendliche Liebhaberin betrat, errang sie als „Therese Krones“, „Fenella“, „Perdita“ und „Leonie“ (Frauenkampf) sogar große Erfolge.
Im Winter 1870 wechselte sie nach Bremen, wo ihr schon Gesangspartien übertragen wurden. Während des Winters 1870 bis 1872 war sie am Strampfertheater in Wien als Soubrette tätig. In Wien nahm sie Gesangsunterricht bei Josef Eichberger junior und Krantz.
Schließlich wurde sie ab März 1872 bis Herbst 1882 für dasselbe Fach an das Dresdner Hoftheater engagiert, wo sie bis 1882 verblieb.
Am 1. September 1882 ging sie nach Düsseldorf als Koloratursängerin (bis 1883) und füllte dieses Fach die nächsten zwei Jahre dann in Schwerin aus (1883–1884). Krankheit zwang sie dazu, eine Vertragsverlängerung in Schwerin nicht annehmen zu können. Sie musste ein volles Jahr pausieren.
Ab dem 1. Juni 1886 war sie erneut am Dresdner Hoftheater engagiert (bis 1898).